# Oro Saiwa
Gli Oro Saiwa sono biscotti prodotti dalla Saiwa a partire dagli anni cinquanta. 

## Storia
Sono stati i primi biscotti confezionati prodotti in Italia. Gli uffici della Saiwa si trovavano a Genova, e sono stati chiusi nel 2016; mentre i biscotti sono prodotti nello stabilimento di Pedaggera, località Capriata d'Orba in provincia di Alessandria.
Dal 2007 la Saiwa ha legato il nome dei biscotti all'Associazione Italiana Sclerosi Multipla, devolvendo nella ricerca parte dei ricavi delle vendite.

## Varianti
- Oro Saiwa
- Oro Saiwa Senza Glutine
- Oro Saiwa 5 Cereali
- Oro Saiwa Frollino al Grano Saraceno  Senza Glutine
- Oro Fibrattiva
- Oro Gocce di Cioccolato
- Oro Doppia Panna
- Oro Cruscoro
- Oro Ciok Latte
- Oro Ciok Nocciola
- Oro Ciok Fondente
- Oro Cacao & Riso Croccante
- Oro Double
- Oro Cereacol
- Oro Saiwa Le Biscotte
- Oro Sandwich

## Promozione

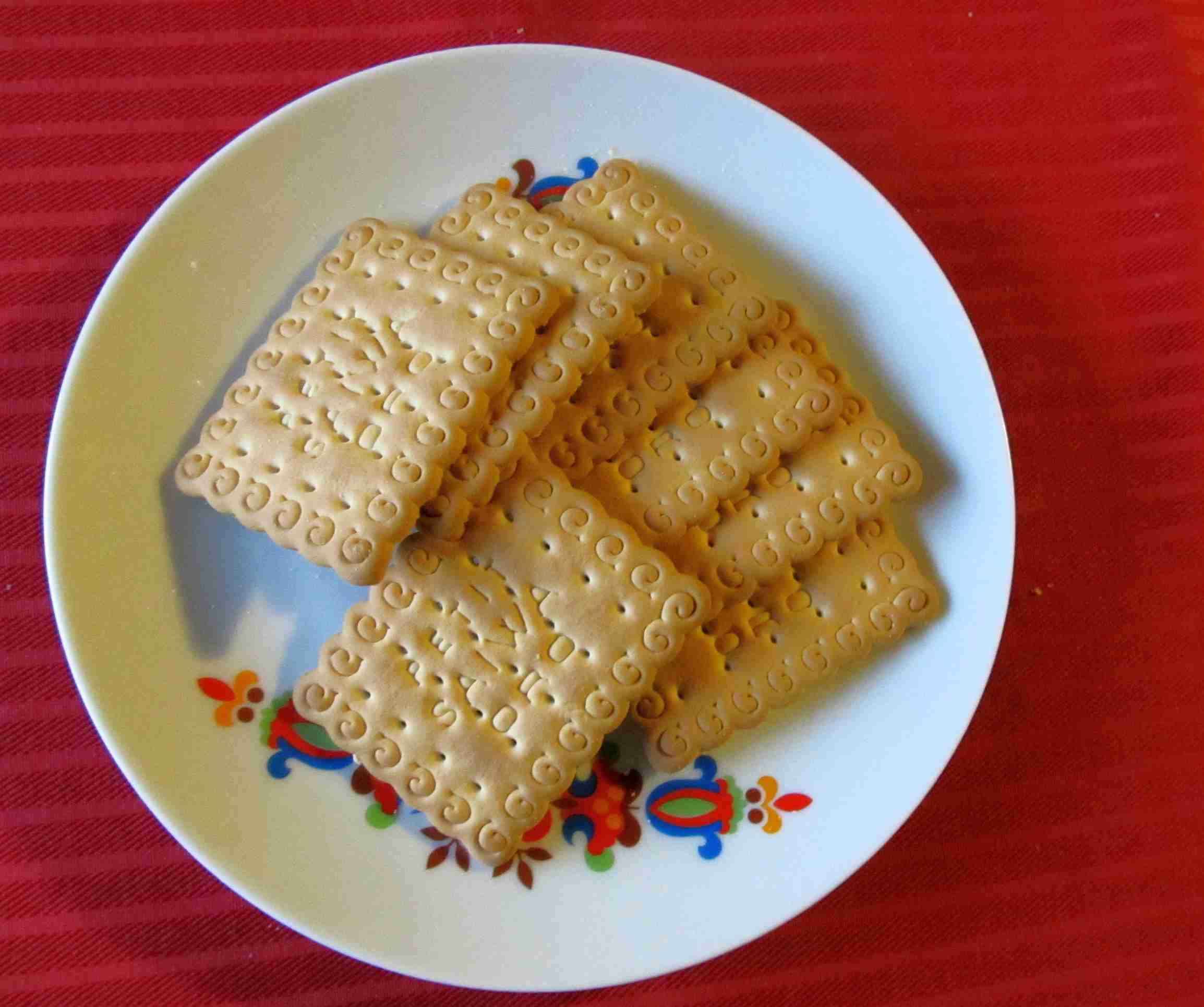
Biscotti Oro Saiwa

Le prime campagne pubblicitarie prodotte per i biscotti Oro Saiwa risalgono ai primi anni ottanta, in cui il prodotto veniva reclamizzato dal motto "Sono d'oro i biscotti della Saiwa". Particolarmente celebre è la campagna pubblicitaria televisiva degli Oro Saiwa lanciata negli anni duemila, in cui attraverso varie "composizioni" ideografiche realizzate con i biscotti venivano ricostruiti alcuni importanti momenti della storia contemporanea ("1977: La Rai trasmette a colori", "1989: il crollo del muro"), accompagnata dal brano I Want a Little Sugar in My Bowl di Nina Simone.